# De la coupe aux lèvres (film, 1919)
Pour les articles homonymes, voir De la coupe aux lèvres.
Pour plus de détails, voir Fiche technique et Distribution.
De la coupe aux lèvres (connu aussi sous le titre La Vertu récompensée, titre original : From Hand to Mouth) est un court métrage de comédie américain, en noir et blanc et muet, réalisé par Alfred J. Goulding et Hal Roach et sorti en 1919. Ce film met en scène le comique Harold Lloyd.

## Synopsis

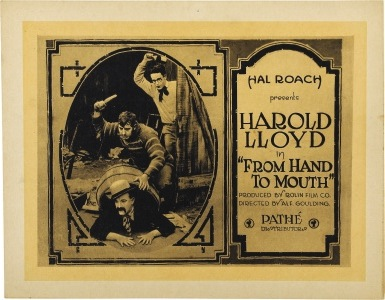
Annonce pour le film.

Un homme sans le sou erre dans les rues, cherchant à trouver de quoi manger. Une jeune vagabonde et son chien le rejoignent et partagent sa triste condition. Pendant ce temps, une jeune riche héritière a maille à partir avec un juge malhonnête qui essaie de la déposséder de son héritage, faisant appel à un gang de voyous pour l'aider. Lorsque cette jeune héritière croise les deux pauvres bougres, elle décide de les aider. En retour, eux deux décident aussi de lui venir en aide…

## Fiche technique
- Titre : De la coupe aux lèvres ou La Vertu récompensée
- Titre original : From Hand to Mouth
- Réalisation : Alfred J. Goulding, Hal Roach
- Scénario : H.M. Walker, Harold Lloyd (non crédité)
- Musique : Robert Israel (pour l'édition vidéo de 2003)
- Production : Hal Roach, Rolin Films
- Pays de production :  États-Unis
- Genre : Comédie
- Durée : 22 minutes
- Dates de sortie :
  - États-Unis : 28 décembre 1919
  - France : 7 décembre 1922

## Distribution
- Harold Lloyd : le jeune homme

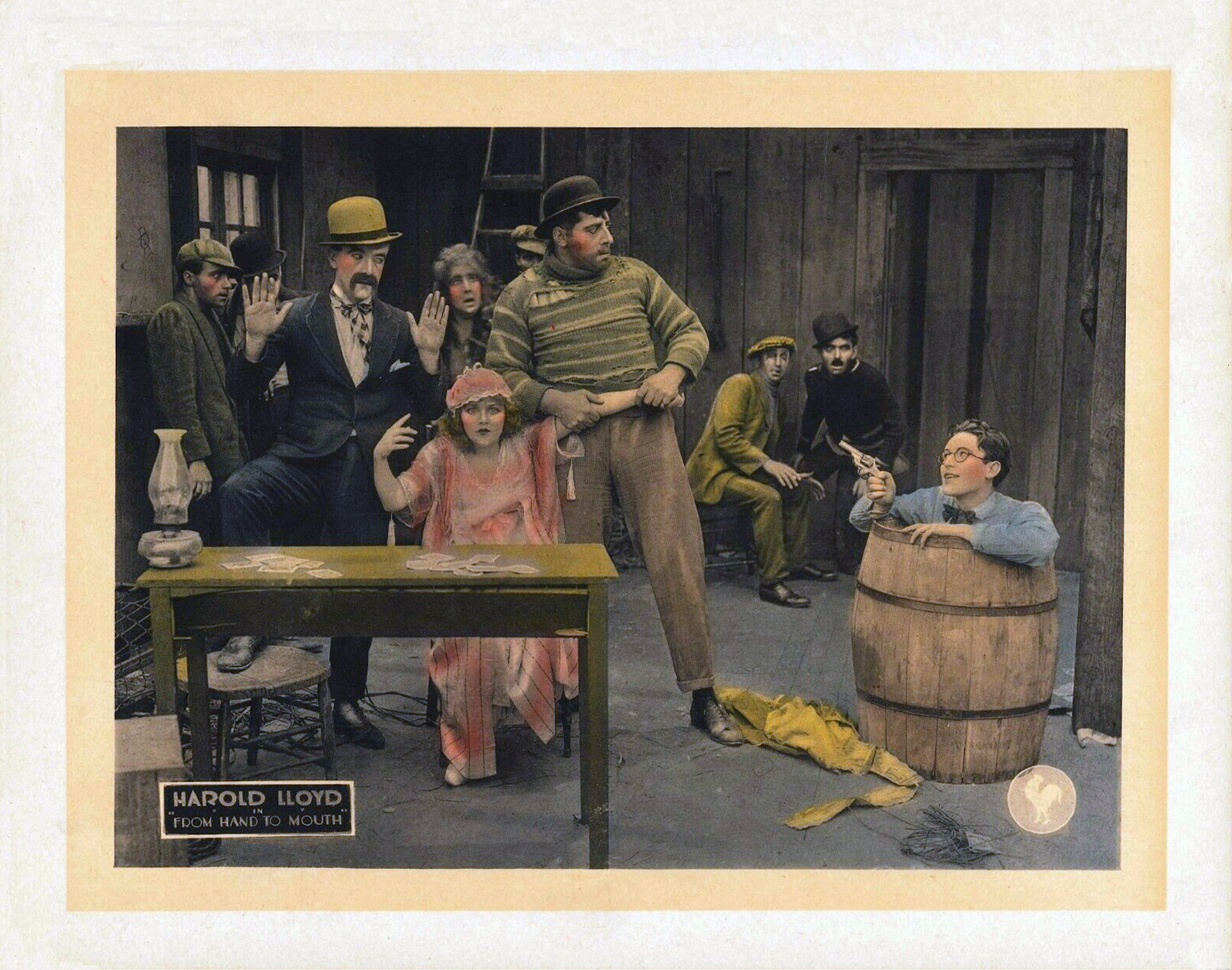
Carte promotionnelle du film.

- Mildred Davis : la riche héritière
- Peggy Cartwright (en) : la jeune vagabonde (créditée en tant que Peggy Courtwright)
- Snub Pollard : le kidnapper (crédité en tant que Harry Pollard)
- Sammy Brooks : apparition (non crédité)
- Helen Gilmore : Hag (non créditée)
- Dee Lampton : le conducteur (non crédité)
- Gus Leonard : Mr. Will Walling (non créditée)
- Marie Mosquini : l'employée de maison (non créditée)
- Fred C. Newmeyer : apparition (non crédité)
- Noah Young : un conspirateur (non crédité)
- Charles Stevenson : le policier (non crédité)

## Récompenses et distinctions

### Nominations
- Saturn Award 2006 :
  - Saturn Award de la meilleure collection DVD (au sein du coffret Harold Lloyd Collection)